# Rhododendron araiophyllum
Rhododendron araiophyllum är en ljungväxtart. Rhododendron araiophyllum ingår i släktet rododendron, och familjen ljungväxter.

## Underarter
Arten delas in i följande underarter:
- R. a. araiophyllum
- R. a. lapidosum